# Mads Hjulmand

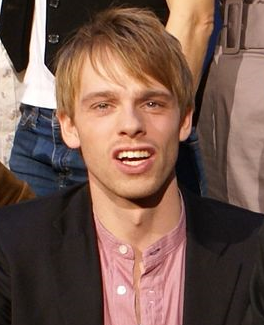
Mads Hjulmand (2010)

Mads Hjulmand (* 12. November 1982 in Kopenhagen) ist ein dänischer Schauspieler.

## Leben
Bekanntheit in Deutschland erlangte er zunächst durch seine Rolle des Lars Högesund in Hape Kerkelings Komödie Ein Mann, ein Fjord! Von Herbst 2011 bis Januar 2016 spielte er in der ARD-Krimiserie Großstadtrevier an der Seite von unter anderem Jan Fedder und Maria Ketikidou den Zivilfahnder Mads Thomsen.
Mads spricht neben seiner Muttersprache Dänisch fließend Deutsch, Englisch und ein wenig Norwegisch und Französisch. Privat geht er dem Boxen, Fechten, Ski-Fahren und Tauchen (Gerätetauchen) nach. Des Weiteren spielt er gerne Gitarre und Schlagzeug. In dem dänischen Rap-Musikvideo Det lille prik ‚Der kleine Punkt‘ ist Hjulmand als Sänger zu sehen und wirbt für das Spenden von Blut.

## Filmografie (Auswahl)
- 2009: Ein Mann, ein Fjord!
- 2011–2016: Großstadtrevier
- 2013: Die Königin und der Leibarzt
- 2014: Ein Fall für Zwei
- 2014: Mørke Rum (Kurzfilm)
- 2015: Three Fractures (Kurzfilm)
- 2020–2021: Sløborn (Fernsehserie, 14 Folgen)
- seit 2021: All You Need (Fernsehserie)
- 2021: Unter anderen Umständen: Für immer und ewig
- 2023: Unter anderen Umständen: Dämonen